# Kennst du mich?
Kennst du mich?, op. 381, är en vals av Johann Strauss den yngre. Den spelades första gången den 12 januari 1879 i Stora konsertsalen i Musikverein i Wien. 

## Historia
Den 18 december 1878 hade Johann Strauss operett Blindekuh premiär på Theater an der Wien. Librettot av Rudolf Kneisel var huvudorsaken till att verket blev ett fiasko och Blindekuh togs bort från repertoaren efter bara 16 föreställningar. Strauss räddade mycket av musiken genom att snabbt arrangera fem separata orkesterstycken med motiv ur operetten. Ett av dessa, valsen Kennst du mich?, framfördes första gången den 12 januari i Musikverein då Strauss själv dirigerade Capelle Strauss vid en av brodern Eduard Strauss söndagskonserter. Valsens öppningstema är hämtat ur finalen till akt II ("Blindekuh, Blindekuh, wir alle führen Dich"), vilken senare Ralph Benatzky skulle använda i "Nunnekören" till sin operett Casanova från 1928.

## Om valsen
Speltiden är ca 10 minuter plus minus några sekunder beroende på dirigentens musikaliska tolkning.
Valsen var ett av fem verk där Strauss återanvände musik från operetten Blindekuh:
- Kennst du mich?, Vals, Opus 381
- Pariser-Polka, Polka-francaise, Opus 382
- Nur fort, Polka-Schnell, Opus 383
- Opern-Maskenball-Quadrille, Kadrilj, Opus 384
- Waldine, Polkamazurka, Opus 385

## Weblänkar
- Kennst du mich? i Naxos-utgåvan.